# مجلس النواب الإيطالي
مجلس النواب الإيطالي (بالإيطالية: Camera dei Deputati)‏ هو المجلس الأدنى في البرلمان الإيطالي. يحتوي المجلس 630 مقعداً، يسيطر على أغلبها حالياً حزب شعب الحرية الليبرالي المحافظ. يمثل 8 نائب المواطنين الإيطاليين خارج إيطاليا. يجتمع النواب في قصر مونتيشيتوريو. يمتلك العضو في مجلس النواب لقب «المشرف». الرئيس الحالي روبرتو فيكو هو عضو في حزب شعب الحرية.

## الرئيس
ينتخب رئيس مجلس نواب إيطاليا خلال الجلسة الأولى بعد الانتخابات. خلال هذا الوقت، يتولى صلاحيات رئيس مجلس النواب نائب رئيس مجلس النواب في الهيئة التشريعية السابقة.
| الاسم | الاسم                    | المدة                         | الحزب                             |
| ----- | ------------------------ | ----------------------------- | --------------------------------- |
|       | جوفاني غرونكي            | 8 مايو 1948 – 29 أبريل 1955   | الحزب الديمقراطي المسيحي الإيطالي |
|       | جيوفاني ليوني            | 10 مايو 1955 – 21 يونيو 1963  | الحزب الديمقراطي المسيحي الإيطالي |
|       | برونيتو بوتشياريلي دوتشي | 26 يونيو 1963 – 4 يونيو 1968  | الحزب الديمقراطي المسيحي الإيطالي |
|       | ساندرو برتيني            | 5 يونيو 1968 – 4 يوليو 1976   | الحزب الاشتراكي الإيطالي          |
|       | بيترو إنغراو             | 5 يوليو 1976 – 19 يونيو 1979  | الحزب الشيوعي الإيطالي            |
|       | نيلدي يوتي               | 20 يونيو 1979 – 22 أبريل 1992 | الحزب الشيوعي الإيطالي            |
|       | أوسكار لويجي سكالفارو    | 24 أبريل 1992 – 25 مايو 1992  | الحزب الديمقراطي المسيحي الإيطالي |
|       | جورجو نابوليتانو         | 3 يونيو 1992 – 14 أبريل 1994  | الحزب الديمقراطي اليساري          |
|       | إيريني بيفيتي            | 16 أبريل 1994 – 8 مايو 1996   | رابطة الشمال                      |
|       | لوتشيانو فيولانتي        | 10 مايو 1996 – 29 مايو 2001   | الحزب الديمقراطي اليساري          |
|       | بيير فرديناندو كاسيني    | 31 مايو 2001 – 27 أبريل 2006  | المركز الديمقراطي المسيحي         |
|       | فاوستو برتينوتي          | 29 أبريل 2006 – 28 أبريل 2008 | حزب إعادة التأسيس الشيوعي         |
|       | جيانفرانكو فيني          | 30 أبريل 2008 – 14 مارس 2013  | حزب شعب الحرية                    |
|       | لورا بولدريني            | 16 مارس 2013 – 22 مارس 2018   | حزب حرية البيئة اليساري           |
|       | روبرتو فيكو              | 24 مارس 2018 – حاليًا          | حركة النجوم الخمسة                |

## أسلاف
- مجلس النواب (مملكة سردينيا) - 4 مارس 1848 حتى 17 مارس 1861
- مجلس النواب (مملكة إيطاليا) - 17 مارس 1861 إلى 23 مارس 1939
- كاميرا دي فاسي إي ديلي كوربورازيوني - 23 مارس 1939 إلى 2 أغسطس 1943
- المجلس الوطني (إيطاليا) - 25 سبتمبر 1945 حتى 2 يونيو 1946
- الجمعية التأسيسية الإيطالية - 2 يونيو 1946 حتى 31 يناير 1948

## معرض صور

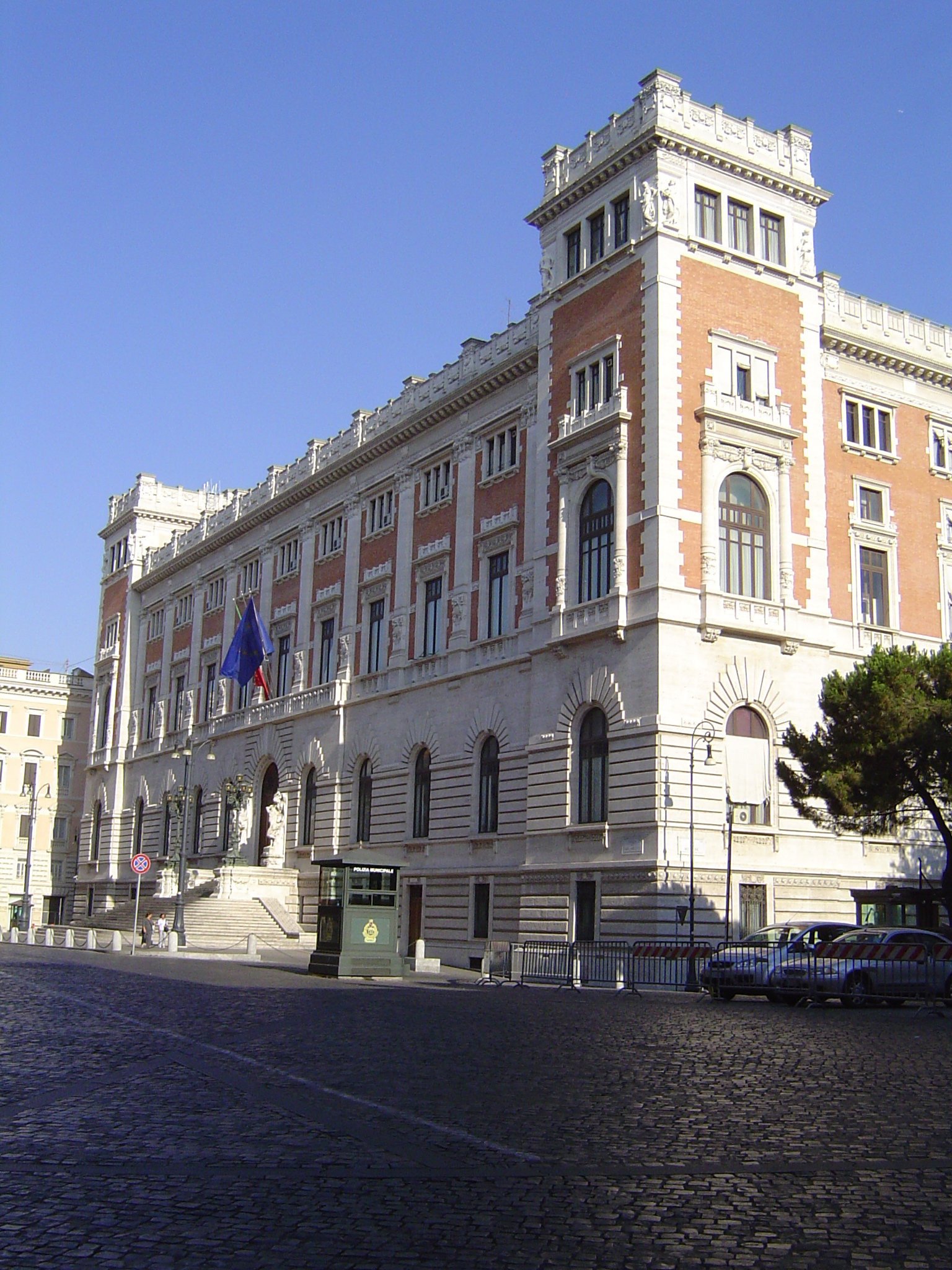
الجانب الخلفي من قصر مونتيستوريو، صممه المهندس المعماري إرنستو باسيل
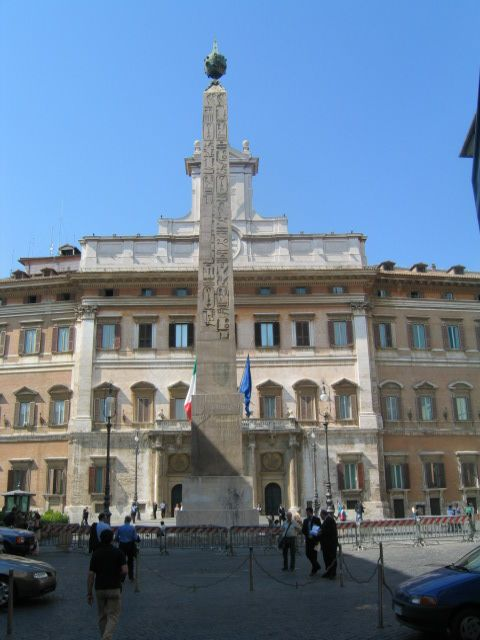
صورة للمدخل الرئيسي لمونتيسيتوريو مع عمود مونتيسيتوريو.
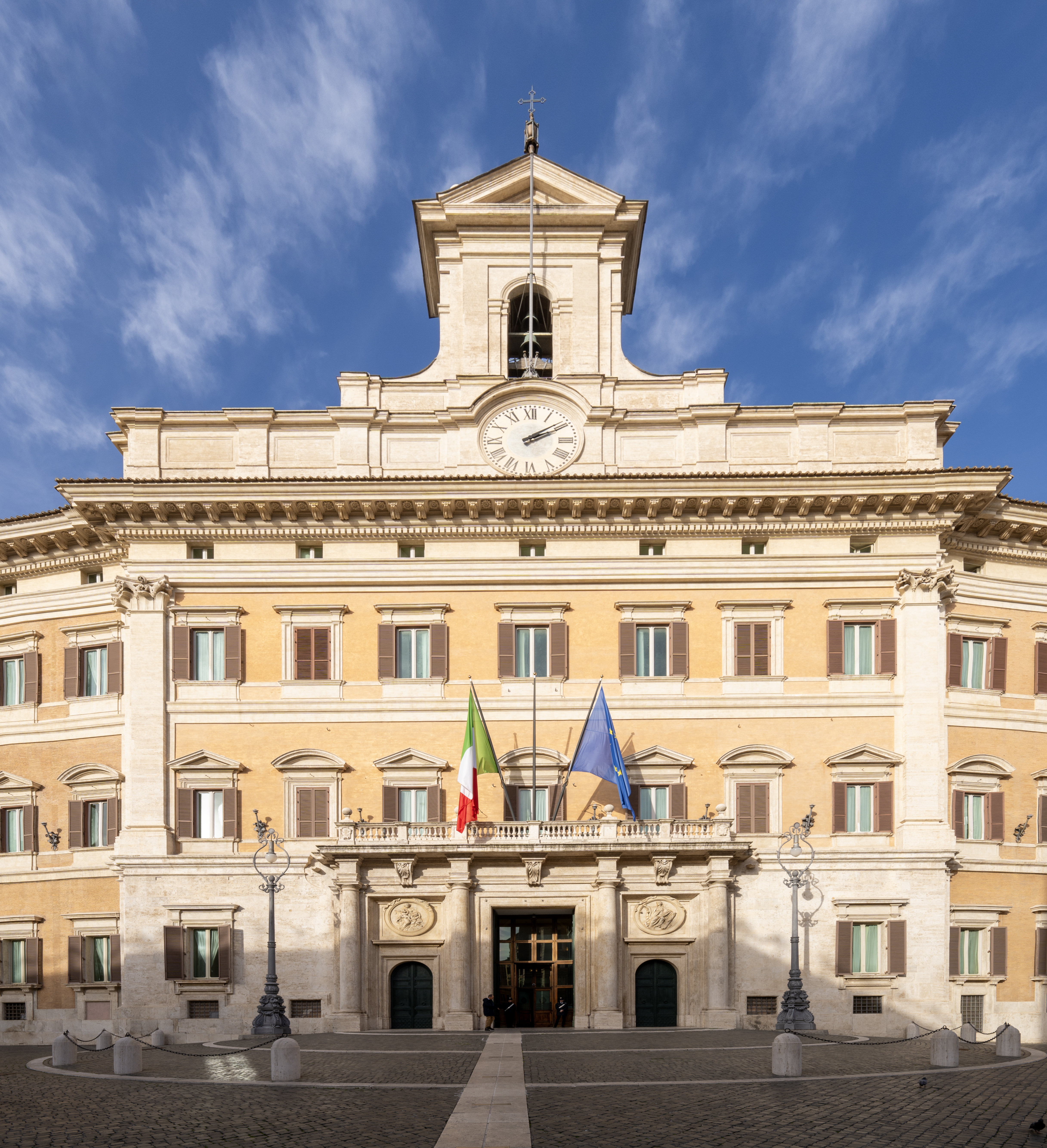
الجانب الأمامي من قصر مونتيستوريو.